# Amara (Iraque)
Amara ( em árabe: ٱلْعَمَارَة, translit. al-ʿAmārah     ), também escrito Amarah, é uma cidade no sudeste do Iraque, localizada em uma crista baixa próxima ao curso de água do rio Tigre ao sul de Bagdá, a cerca de 50 km da fronteira com o Irã . Encontra-se no extremo norte dos pântanos entre o Tigre e o Eufrates.
Tinha uma população de cerca de 340.000 em 2002, 420.000 em 2005 e 1.100.000 em 2020. Amara é a sede da província Mesena. Importante centro comercial da área agrícola circundante, a cidade é conhecida por tecidos e prataria. Os bens económicos básicos produzidos no norte de Amara são cereais de inverno, como trigo e cevada, bem como animais como ovelhas e cavalos.